# روري فالون
روري مايكل فالون (بالإنجليزية: Rory Michael Fallon) (مواليد 20 مارس 1982 في غيسبورن) لاعب كرة قدم نيوزيلندي يلعب حاليا لصالح نادي بلايموث أرغيل الإنجليزي .

## روابط خارجية
- روري فالون على موقع الاتحاد الدولي (مؤرشف)  (الإنجليزية)
- روري فالون على موقع قاعدة بيانات كرة القدم.إي يو (الإنجليزية)
- روري فالون على موقع ناشيونال فوتبول تيمز (الإنجليزية)
- روري فالون على موقع Soccerbase.com (لاعب) (الإنجليزية)
- روري فالون على موقع Soccerway.com (الإنجليزية)
- روري فالون على موقع عالم كرة القدم.نت (الإنجليزية)
- روري فالون على موقع كووورة